# Eikþyrnir

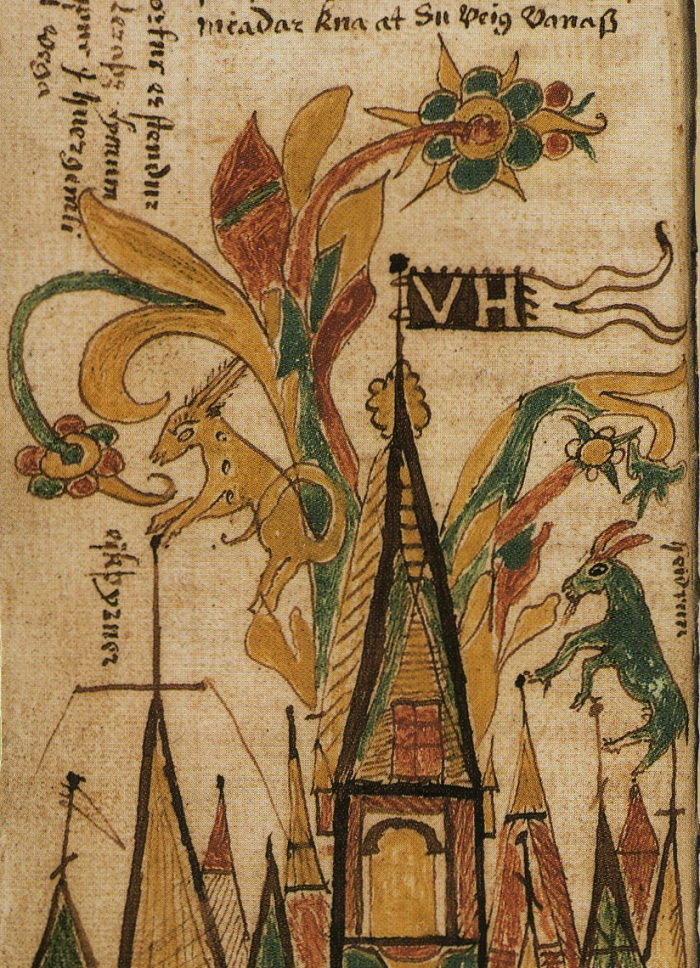
Eikþyrnir y Heiðrún en los altos de Valhalla. Ilustración de un manuscrito islandés AM 738 4.º del.

Eikþyrnir (del nórdico antiguo: el que tiene cuernos de roble) es un ciervo de la mitología nórdica que reside en lo alto del Valhalla. Aparece descrito en Gylfaginning (cap. 39) tras la descripción de la cabra Heiðrún, y en Grímnismál (cap. 26). Como la cabra, también se alimenta del follaje del árbol Læraðr.